# Коваленко, Виталий Владимирович
Виталий Владимирович Коваленко (род. 4 сентября 1974, Павлодар) — российский актёр театра, кино и дубляжа. Заслуженный артист России (2008).

## Биография
Виталий Коваленко родился 1 сентября 1974 года.
В 1996 году окончил Екатеринбургский государственный театральный институт (мастерская Ершовой Маргариты Серафимовны). С 1996 по 1997 год работал в Екатеринбургском академическом театре драмы, с 1997 по 2002 год — актёр Новосибирского государственного академического драматического театра «Красный факел». С 2002 года — актёр Александринского театра. Также сотрудничал с другими петербургскими театрами: филиалом Центра Мейерхольда, Таким театром и ТЮЗом.
В 2017 году получил спецприз жюри драматического театра и театра кукол премии «Золотая маска» за роль Кулыгина в спектакле А. Жолдака «По ту сторону занавеса» (совместно с исполнителями ролей Вершинина и Маши Игорем Волковым и Алёной Вожакиной).
В 2019 году покинул Александринский театр, частично перебравшись в Москву. Сотрудничает с московским Театром наций и петербургским Камерным театром Малыщицкого.

## Роли в театре

### Театр «Красный факел»
- «Зойкина квартира» (М. Булгаков), реж. О. Рыбкин — херувим
- «Сон в летнюю ночь» (В. Шекспир), реж. О. Рыбкин — Пэк
- «Жизнь победила смерть» (реж. О. Рыбкин) — Хармс
- «Ревизор» (Н. Гоголь), реж. О. Рыбкин — Хлестаков
- «Ивонна, принцесса Бургундская» (В. Гомбрович), реж. О. Рыбкин — Кирилл
- «Роберто Зукко» (Б.-М. Кольтес), реж. О. Рыбкин — Роберто Зукко
- «Два вечера в весёлом доме» (реж. Г. Козлов) — учитель

### ТЮЗ им. А. Брянцева
- 2004 — «Анатоль» (А. Шницлер), реж. О. Рыбкин

### Александринский театр
- 2002 — «Ревизор» (Н. Гоголь) — лекарь Гибнер / Хлестаков (реж. В. Фокин)
- 2003 — «Маленькие трагедии. Скупой рыцарь» (А. Пушкин) — Альбер (реж. Г. Козлов)
- 2003 — «Маленькие трагедии. Каменный гость» (А. Пушкин) — дон Карлос (реж. Г. Козлов)
- 2006 — «Двойник» (Ф. Достоевский) — Яков Петрович Голядкин-младший (реж. В. Фокин)
- 2006 — «Живой труп» (Л. Толстой) — Виктор Каренин (реж. В. Фокин)
- 2009 — «Изотов» (М. Дурненков) — Изотов (реж. Андрей Могучий)

### Камерный театр Малыщицкого
- 2019 — «Чайка» (А. П. Чехов) — Тригорин (реж. Пётр Шерешевский)

### Театр Наций
- 2020 — «Разбитый кувшин» (Г. фон Клейст) — судья Адам (реж. Т. Кулябин)
- 2021 — «Мастер и Маргарита» (М. Булгаков) — Берлиоз / Каифа / Поплавский (реж. Р. Лепаж)
- 2023 — «Борис Годунов» (А. Пушкин) — Афанасий Пушкин (реж. П. Шерешевский)

## Фильмография
- 2001 — Агентство «НЛС» — химик
- 2003 — Не ссорьтесь, девочки! — Эдуард
- 2004 — Чужое дежурство — Мельников
- 2005 — Адъютанты любви — Наполеон Бонапарт
- 2005 — Полумгла — Митрофан
- 2005 — Своя чужая жизнь — Николай Гумилёв
- 2006 — Голландский пассаж — Григорий Жихарев («Левада»), киллер, сослуживец Станислава Колосова (убит Колосовым в 10 серии)
- 2006 — Морские дьяволы — Сергей Малой, Гном, капитан-лейтенант, подрывник, сыскарь
- 2006 — Расписание судеб — Павел Смирнов
- 2007 — Белая стрела — Сергей Курбатов, капитан милиции
- 2007 — Антонина обернулась — мясник-философ
- 2007 — Любовь одна (Россия, Украина) — Олег, начальник Ольги
- 2007 — Морские дьяволы 2 — Сергей Малой, «Гном»
- 2007 — Попытка к бегству — Михаил Мельников, майор милиции, начальник убойного отдела
- 2007 — Татьянин день — Вадим Горин
- 2008 — Каменская 5 (фильм № 4 «Посмертный образ») — Андрей Львович
- 2008 — Придел Ангела — Пётр
- 2008 — Человек без пистолета — Рапиров, издатель
- 2008 — Эра Стрельца 3 — Николай Лейкин
- 2009 — Вербное воскресенье — следователь, вёл дело Оксаны Лепиной
- 2009 — Человек у окна — актёр
- 2009 — Блудные дети — Николай Бероев, режиссёр
- 2010 — Тульский Токарев — Анатолий Гороховский
- 2010 — Государственная защита — Ярослав Малич, капитан милиции, сотрудник отдела по госзащите свидетелей
- 2011 — Небесный суд — Денис Валерьевич Рыбаков, покойный бывший одноклассник Никиты Лазарева
- 2012 — Белая гвардия — доктор
- 2012 — Кома — Юра Гросс
- 2012 — Виктория — Глушко
- 2012 — Государственная защита 2 — Ярослав Малич, капитан милиции, сотрудник отдела по госзащите свидетелей
- 2013 — Василиса — Наполеон I
- 2013 — Ладога — Фрол Борисович («Борисыч»), бригадир водителей
- 2013 — Жена офицера — Шарко
- 2013 — Разведчицы — майор Колокольцев
- 2013 — Государственная защита 3 — Ярослав Малич, капитан милиции, сотрудник отдела по госзащите свидетелей
- 2014 — Охотники за головами — «Командор», командир спецназа ФСКН
- 2014 — Инквизитор — Дамир Ильдарович Хусаинов, медэксперт, сотрудник следственной группы районного Следственного комитета
- 2014 — Ленинград 46 (фильм № 2 «Побег» — серии № 5-8) — Сергей Владимирович Квасков, журналист, корреспондент газеты «Ленинградская правда» / изменник Родины, агент Третьего рейха
- 2015 — Норвег — Олег Скворцов
- 2015 — Спутники — врач Супругов
- 2015 — Фантазия белых ночей — Литвинов
- 2015 — Великая — Семён Кириллович Нарышкин
- 2015 — Клим — Марк Литвак
- 2016 — Следователь Тихонов — Андрей Степанович Балашов, заместитель директора ювелирного завода
- 2016 — Ура! Каникулы! — Алексей Карелин
- 2016 — Двадцать восемь панфиловцев — красноармеец Иван Шепетков
- 2016 — Стена — Никита Зобов, купец
- 2016 — Двое против смерти — Пётр Глебович
- 2017 — Налёт — Игорь Иванович Щеглов («Щегол»), вице-мэр
- 2017 — Личность не установлена — Александр Семёнович Волков, бизнесмен
- 2017 — Матильда — великий князь Владимир Александрович
- 2017 — Троцкий — Пётр Столыпин
- 2017 — Крылья империи — Владимир Ильич Ленин
- 2017 — Хармс — Николай Олейников
- 2017 — Гоголь. Начало — Ковлейский, следователь
- 2017 — Отличница — Иван Осипов, лейтенант милиции
- 2017 — Мельник — Юрий Саламов
- 2018 — Мост — Сергей Шевяков, человек в чёрном авто
- 2018 — Ворона — Дмитрий Николаевич Костенков, полковник юстиции
- 2018 — Мажор 3 — врач
- 2018 — Коронация — великий князь Владимир Александрович
- 2018 — Жди меня — Шмулевич
- 2019 — Гоголь — Ковлейский, следователь
- 2019 — Битва — отчим Антона
- 2019 — Немедленное реагирование — Сергей Иванович Кошкин, майор УСБ МВД
- 2020 — Спасская — Виктор Матусевич, судмедэксперт
- 2020 — Цой — подполковник Свиридов
- 2020 — Катран — Виктор Иванович Потапенко, полковник милиции
- 2020 — Бомба — Лаврентий Павлович Берия
- 2020 — Шерлок в России — граф Охлопков
- 2021 — Немцы — Владимир Карлович Хассо, мэр г. Ворошиловска
- 2021 — Угрюм-река — Фёдор Степанович Амбреев, царский пристав, муж Наденьки
- 2021 — Близнец — Виталий Каплан, полковник СВР
- 2021 — Вертинский — Изюмов
- 2022 — Аманат — Оленин Пётр Алексеевич
- 2022 — Переговорщик — Михаил Ромик, адвокат
- 2022 — Союз Спасения. Время гнева — Великий князь Константин Павлович
- 2023 — Мёрзлая земля — Олег Сортыков
- 2023 — Наследие — владелец автомастерской
- 2023 — Отпуск в октябре — местный житель с собакой
- 2023 — Поедем с тобой в Макао — главврач психиатрической больницы
- 2023 — ГДР — Михаил Сергеевич Горбачёв
- 2023 — Одним днём — фотограф
- 2024 — Жар-птица — режиссёр
- 2024 — Чистые — Иона
- 2024 — Плевако — Савва Иванович Мамонтов, друг Николая Плевако, предприниматель, меценат
- 2025 — Аутсорс — начальник тюрьмы
- 2025 — Цыгане. Улица Шекспира — Попов
- 2025 — Этерна — Арнольд Арамона, капрал, начальник школы унаров Лаик
- 2025 — Путешествие на солнце и обратно